# Günter Lenitzki
Günter Lenitzki (* 23. September 1925 in Bochum; † 30. Januar 2009 in Bad Berka) war ein deutscher Politiker (SED). Er war Vorsitzender der Bezirksparteikontrollkommission Gera der SED.

## Leben
Lenitzki, Sohn eines Volksschullehrers, besuchte die Volksschule, erlernte den Beruf des Drehers und arbeitete anschließend im Beruf. Während des Zweiten Weltkriegs wurde er 1943 zum Kriegsdienst in die Wehrmacht eingezogen.
Nach dem Krieg arbeitete er als Landarbeiter. Er wurde 1945 Mitglied der Kommunistischen Partei Deutschlands (KPD) und 1946 der Sozialistischen Einheitspartei Deutschlands (SED). Er war ab 1946 Funktionär der Vereinigung der gegenseitigen Bauernhilfe (VdgB) in Thüringen. Von 1946 bis 1950 arbeitete er als Leiter der Abteilung Landwirtschaft der SED-Landesleitung Thüringen. Im Jahr 1950 wurde er Sekretär der Betriebsparteiorganisation der Kaliwerke Sondershausen. Von 1951 bis 1955 fungierte er als Erster Sekretär der SED-Kreisleitung Saalfeld. Von 1957 bis 1960 besuchte er die Parteihochschule „Karl Marx“ mit dem Abschluss als Diplom-Gesellschaftswissenschaftler. Danach wirkte er von 1961 bis 1965 als Erster Sekretär der SED-Kreisleitung Greiz und von Juni 1965 bis Februar 1976 als Erster Sekretär der SED-Kreisleitung Gera-Stadt. Ab März 1967 war er Mitglied des Sekretariats der Bezirksleitung Gera der SED. Von März 1976 bis Dezember 1987 war Lenitzki schließlich Vorsitzender der SED-Bezirksparteikontrollkommission Gera. Lenitzki war auch Abgeordneter des Bezirkstages Gera.

## Auszeichnungen
- Orden „Banner der Arbeit“ Stufe I (1974)
- Vaterländischer Verdienstorden in Silber (1979) und in Gold (1985)